# 黃平堅
黃平堅（1911－2005）臺南佳里人，是佳里青風會、台灣文藝聯盟佳里支部、鹽分地帶成員，也曾是一之鄉食品負責人。

## 生平事跡
佳里人，1911年生，日治時期高等科畢業，台灣文藝聯盟佳里支部人物，一之鄉食品有限公司負責人。《光復前台灣文學全集十一：森林的彼方》收有其新詩〈農村之晨〉，原載於1935年8月《台灣新聞》文藝欄「台灣文藝聯盟佳里支部作品集」。
黃平堅在參加台灣文藝聯盟佳里支部之前，曾經參加吳新榮籌組的「佳里青風會」。當時，參加「青風會」的地方青年有郡役所(區署)、街庄役場(鄉鎮公所)、信用組合(農會)之台灣人公務人員等，總共有吳新榮、郭水潭、鄭國津、徐清吉、陳培初、黃清澤、黃作仁、陳其和、葉向榮、陳長發、陳清汗、陳天扶這十二人。他們不僅有年輕人的熱情和農民的樸實堅毅，而且富有反功利的思想和進取性的行動，這些共同的性格，形成鹽分地帶社團的特色。主事者吳新榮則平時開放自宅供知識青年閱讀、討論、活動。關於該會成員，還有另一種說法，那就是該會成員有十五人，有：王登山、陳培初、鄭國津、葉向榮、黃清澤、林精鏐、莊培初、黃炭、曾對、黃平堅、郭維鐘、陳挑琴。由於青風會存在時間過短，因此黃平堅與其他任何成員一樣，都無法有什麼作為。加入台灣文藝聯盟佳里支部以後，黃平堅雖有創作，不過沒有像吳新榮、郭水潭、林芳年等人那樣活躍、成就突出。
之後，黃平堅致力於商業，閒暇時間從事文學創作的情況，以及作品發表的情形，目前(2011/09/05)尚未明朗。最令戰後鹽分地帶文友稱道的是，自從鹽分地帶文藝營開辦(1979年開始舉辦)以後，黃平堅幾乎每年撥冗，南下參加營隊。

## 相關詞條
- 吳新榮、林芳年、郭水潭、王登山、莊培初、徐清吉、曾對、葉向榮、鄭國津。
- 佳里青風會、台灣文藝聯盟佳里支部
- 鹽分地帶
- 鹽分地帶文藝營